# Philipp Franz von Walther
Philipp Franz von Walther, nemški kirurg in oftalmolog, * 1782, † 1849.
Leta 1803 je končal medicinski doktorat na Univerzi v Landshutu, nato pa je bil predavatelj na Univerzi v Bambergu, v Landshutu, v Bonnu in v Münchnu.
Med njegovimi študenti so bili Johannes Peter Müller, Johann Lukas Schönlein in Cajetan von Textor.